# ACF Fiorentina 2015-2016
Questa voce raccoglie le informazioni riguardanti l'ACF Fiorentina nelle competizioni ufficiali della stagione 2015-2016.

## Stagione
Per la stagione 2015-2016, il portoghese Paulo Sousa sostituisce Vincenzo Montella sulla panchina viola. La società cede l'egiziano Salah alla Roma, prendendo invece il croato Kalinić. L'attaccante segna la prima rete in Europa League, non risultando sufficiente per il pareggio contro il Basilea. In campionato si sblocca contro il Bologna, realizzando quindi una tripletta all'Inter: il 4-1 porta la Fiorentina al comando, proprio a spese dei nerazzurri. Il primato si rivela comunque effimero, per le sconfitte con Napoli e Roma che permettono a queste ultime di superare i toscani. Prima della sosta natalizia, la Fiorentina supera il girone europeo ma non gli ottavi di Coppa Italia: a eliminarla è il Carpi, fanalino di coda del campionato. Alla fine del girone di andata è terza, alle spalle dei campani e della Juventus.
Nei sedicesimi di Europa League ritrova il Tottenham, che aveva eliminato l'anno precedente: in questa occasione sono però gli Spurs a imporsi, vincendo 3-0 la gara di ritorno dopo che l'andata si era chiusa 1-1. Il successivo impegno di campionato è contro il Napoli, anch'esso impegnato in Europa: la gara termina in parità, permettendo di agganciare i capitolini. Già dalla giornata seguente, i giallorossi si riportano in avanti vincendo per 4-1 il confronto diretto. La formazione di Sousa accusa uno sbandamento: non va oltre l'1-1 con Hellas e Frosinone (candidate alla retrocessione), pareggia con identico risultato contro la Sampdoria e viene sconfitta dall'Empoli. Torna alla vittoria con il Sassuolo, rimanendo però all'asciutto nei 3 turni seguenti. I 4 punti conquistati nelle ultime 2 giornate sono comunque sufficienti a ottenere il quinto posto, con il conseguente ingresso in Europa League anche per il 2016-17: a precedere i viola è l'Inter, sia pur sconfitta in entrambe le gare.

## Divise e sponsor
| Casa | Trasferta | Terza divisa |

## Organigramma societario
Area direttiva
- Presidente: Mario Cognigni
- Consiglio di amministrazione: Andrea Della Valle, Mario Cognigni, Sandro Mencucci, Paolo Borgomanero, Maurizio Boscarato, Carlo Montagna, Giovanni Montagna, Paolo Panerai, Gino Salica, Stefano Sincini
- Collegio sindacale - sindaci effettivi: Franco Pozzi, Massimo Foschi, Giancarlo Viccaro, Gilfredo Gaetani, Fabrizio Redaelli
- Direttore generale: Andrea Rogg
- Direttore esecutivo e Responsabile sviluppo progetti commerciali - Gianluca Baiesi
- Segreteria Sportiva: Fabio Bonelli
- Direttore amministrazione, finanza e controllo: Gian Marco Pachetti

Area organizzativa
- Team Manager: Roberto Ripa
- Club Manager: Vincenzo Guerini
- Direttore area stadio e sicurezza:
- Resp. risorse umane: Grazia Forgione
- IT Manager': Andrea Ragusin

Area comunicazione
- Direttore comunicazione: Elena Turra
- Ufficio Stampa: Luca Di Francesco - Arturo Mastronardi
- Direttore responsabile www.ViolaChannel.tv: Luca Giammarini

Area tecnica
- Direttore sportivo: Daniele Pradè
- Direttore tecnico e resp. settore giovanile: Valentino Angeloni
- Direttore sportivo internazionale: Pedro Pereira
- Allenatore: Paulo Sousa
- Viceallenatore: Victor Sanchez Lladó
- Preparatore atletico: Damir Blokar
- Training Load analyst: Manuel Cordeiro
- Collaboratori tecnici:
- Analisi tattiche:
- Allenatore portieri: Alejandro Rosalen Lopez,
- Preparatore atletico recupero infortunati: Damir Blokar

Area sanitaria
- Direttore area medico-sanitaria: Paolo Manetti
- Coordinatore e responsabile scientifico: Giorgio Galanti
- Medici sociali: Jacopo Giuliattini, Luca Pengue
- Massofisioterapisti: Stefano Dainelli, Maurizio Fagorzi
- Fisioterapista: Francesco Tonarelli, Luca Lonero, Filippo Nannelli, Simone Michelassi

## Rosa
Rosa aggiornata al 2 febbraio 2016.
| N. |                      | Ruolo | Calciatore            |
| -- | -------------------- | ----- | --------------------- |
| 2  | Argentina (bandiera) | D     | Gonzalo Rodríguez     |
| 3  | Brasile (bandiera)   | D     | Gilberto Júnior       |
| 4  | Serbia (bandiera)    | D     | Nenad Tomović         |
| 5  | Croazia (bandiera)   | C     | Milan Badelj          |
| 6  | Argentina (bandiera) | C     | Tino Costa            |
| 7  | Argentina (bandiera) | A     | Mauro Zárate          |
| 8  | Uruguay (bandiera)   | C     | Matías Vecino         |
| 9  | Croazia (bandiera)   | A     | Nikola Kalinić        |
| 10 | Italia (bandiera)    | A     | Federico Bernardeschi |
| 11 | Croazia (bandiera)   | A     | Ante Rebić            |
| 12 | Romania (bandiera)   | P     | Ciprian Tătărușanu    |
| 13 | Italia (bandiera)    | D     | Davide Astori         |
| 14 | Cile (bandiera)      | C     | Matías Fernández      |
| 15 | Croazia (bandiera)   | D     | Ricardo Bagadur       |
| 16 | Polonia (bandiera)   | C     | Jakub Błaszczykowski  |
| 18 | Spagna (bandiera)    | C     | Mario Suárez          |
| 20 | Spagna (bandiera)    | C     | Borja Valero          |

| N. |                       | Ruolo | Calciatore          |
| -- | --------------------- | ----- | ------------------- |
| 21 | Spagna (bandiera)     | C     | Joan Verdú          |
| 22 | Italia (bandiera)     | A     | Giuseppe Rossi      |
| 23 | Italia (bandiera)     | D     | Manuel Pasqual      |
| 24 | Italia (bandiera)     | P     | Luca Lezzerini      |
| 25 | Tunisia (bandiera)    | D     | Yohan Benalouane    |
| 26 | Grecia (bandiera)     | C     | Panagiōtīs Kone     |
| 27 | Montenegro (bandiera) | C     | Marko Bakić         |
| 27 | Spagna (bandiera)     | C     | Cristian Tello      |
| 28 | Spagna (bandiera)     | D     | Marcos Alonso       |
| 30 | Senegal (bandiera)    | A     | Khouma el Babacar   |
| 32 | Argentina (bandiera)  | D     | Facundo Roncaglia   |
| 33 | Italia (bandiera)     | P     | Luigi Sepe          |
| 34 | Italia (bandiera)     | P     | Giacomo Satalino    |
| 72 | Slovenia (bandiera)   | C     | Josip Iličič        |
| 90 | Uruguay (bandiera)    | A     | Jaime Báez          |
| 98 | Senegal (bandiera)    | C     | Abdou Diakhate      |
|    | Ucraina (bandiera)    | C     | Oleksandr Iakovenko |

## Calciomercato

### Sessione estiva(dal 1/7 al 31/8)
| Acquisti | Acquisti               | Acquisti          | Acquisti      |
| R.       | Nome                   | da                | Modalità      |
| -------- | ---------------------- | ----------------- | ------------- |
| P        | Luigi Sepe             | Napoli            | prestito      |
| C        | Mario Suárez Mata      | Atlético Madrid   | definitivo    |
| D        | Gilberto Moraes Júnior | Botafogo          | definitivo    |
| D        | Davide Astori          | Cagliari          | prestito      |
| A        | Nikola Kalinić         | Dnipro            | definitivo    |
| C        | Joan Verdú             | Baniyas           | definitivo    |
| A        | Jaime Báez             | Juventud          | definitivo    |
| C        | Jakub Błaszczykowski   | Borussia Dortmund | prestito      |
| D        | Ahmed Hegazy           | Perugia           | fine prestito |
| A        | Ante Rebić             | RB Lipsia         | fine prestito |
| C        | Leonardo Capezzi       | Varese            | fine prestito |
| D        | Michele Camporese      | Bari              | fine prestito |
| A        | Nicolò Fazzi           | Perugia           | fine prestito |
| D        | Facundo Roncaglia      | Genoa             | fine prestito |
| C        | Boadu Maxwell Acosty   | Modena            | fine prestito |
| C        | Marko Bakić            | Spezia            | fine prestito |
| C        | Matías Vecino          | Empoli            | fine prestito |
| C        | Oleksandr Jakovenko    | ADO Den Haag      | fine prestito |
| A        | Ryder Matos            | Palmeiras         | fine prestito |
| A        | Steve Leo Beleck       | Mantova           | fine prestito |
| C        | Joshua Brillante       | Empoli            | fine prestito |

| Cessioni | Cessioni              | Cessioni        | Cessioni                |
| R.       | Nome                  | a               | Modalità                |
| -------- | --------------------- | --------------- | ----------------------- |
| P        | Norberto Murara Neto  |                 | fine contratto          |
| D        | Micah Richards        | Manchester City | fine prestito           |
| C        | Juan Manuel Vargas    |                 | fine contratto          |
| C        | David Pizarro         |                 | fine contratto          |
| A        | Alberto Gilardino     | Guangzhou E.    | fine prestito           |
| C        | Alberto Aquilani      |                 | fine contratto          |
| A        | Ryder Matos           | Carpi           | prestito                |
| D        | Stefan Savić          | Atlético Madrid | definitivo              |
| C        | Jasmin Kurtić         | Sassuolo        | fine prestito           |
| A        | Alessandro Diamanti   | Guangzhou E.    | fine prestito           |
| P        | Cristiano Lupatelli   |                 | fine carriera           |
| D        | Cristiano Piccini     | Real Betis      | definitivo              |
| P        | Antonio Rosati        | Perugia         | definitivo              |
| C        | Andrea Lazzari        |                 | fine contratto          |
| D        | Aleandro Rosi         | Genoa           | fine prestito           |
| C        | Mohamed Salah         | Chelsea         | fine prestito           |
| A        | Mounir El Hamdaoui    |                 | fine contratto          |
| C        | Octávio Merlo Manteca | Botafogo        | fine prestito           |
| A        | Steve Leo Beleck      | CFR Cluj        | prestito                |
| D        | Michele Camporese     | Empoli          | definitivo              |
| A        | Mario Gómez           | Beşiktaş        | prestito                |
| C        | Joshua Brillante      | Como            | prestito                |
| C        | Leonardo Capezzi      | Crotone         | prestito                |
| D        | José Basanta          | Monterrey       | prestito                |
| C        | Joaquín               | Real Betis      | definitivo              |
| C        | Boadu Maxwell Acosty  | Latina          | definitivo              |
| D        | Ahmed Hegazy          |                 | rescissione consensuale |
| D        | Saverio Madrigali     | Arezzo          | prestito                |
| D        | Filippo Bandinelli    | Latina          | prestito                |
| C        | Nicolò Fazzi          | Virtus Entella  | prestito                |

### Sessione invernale(dal 4/1 all'1/2)
| Acquisti | Acquisti         | Acquisti       | Acquisti                         |
| R.       | Nome             | da             | Modalità                         |
| -------- | ---------------- | -------------- | -------------------------------- |
| C        | Tino Costa       | Spartak Mosca  | prestito oneroso (0.5 milioni €) |
| A        | Mauro Zárate     | West Ham Utd   | definitivo (2.1 milioni €)       |
| C        | Andrés Schetino  | Fénix          | definitivo (3.5 milioni €)       |
| C        | Cristian Tello   | Barcellona     | prestito                         |
| A        | Ryder Matos      | Carpi          | fine prestito                    |
| C        | Panagiōtīs Kone  | Udinese        | prestito                         |
| D        | Yohan Benalouane | Leicester City | prestito                         |

| Cessioni | Cessioni               | Cessioni    | Cessioni                                                                        |
| R.       | Nome                   | a           | Modalità                                                                        |
| -------- | ---------------------- | ----------- | ------------------------------------------------------------------------------- |
| D        | Ricardo Bagadur        | Salernitana | prestito                                                                        |
| A        | Ante Rebić             | Verona      | prestito                                                                        |
| C        | Marko Bakić            | Belenenses  | prestito                                                                        |
| A        | Jaime Báez             | Livorno     | prestito                                                                        |
| C        | Andrés Schetino        | Livorno     | prestito                                                                        |
| A        | Giuseppe Rossi         | Levante     | prestito con diritto di riscatto (6 milioni €) e controriscatto (7.5 milioni €) |
| C        | Oleksandr Jakovenko    |             | rescissione consensuale                                                         |
| C        | Joan Verdú             |             | rescissione consensuale                                                         |
| A        | Ryder Matos            | Udinese     | definitivo                                                                      |
| C        | Mario Suárez Mata      | Watford     | definitivo                                                                      |
| D        | Gilberto Moraes Júnior | Verona      | prestito                                                                        |

## Risultati

### Serie A

#### Girone di andata
| Arbitro: | Valeri (Roma) |

|                              |           |  |
| Alonso 38’ Iličič 56’ (rig.) | Marcatori |  |

| Arbitro: | Tagliavento (Terni) |

|                                          |           |            |
| Moretti 68’ Quagliarella 69’ Baselli 77’ | Marcatori | 11’ Alonso |

| Arbitro: | Doveri (Roma) |

|             |           |  |
| Babacar 60’ | Marcatori |  |

| Arbitro: | Di Bello (Brindisi) |

|  |           |             |
|  | Marcatori | 35’ Babacar |

| Arbitro: | Calvarese (Teramo) |

|                                |           |  |
| Błaszczykowski 71’ Kalinić 82’ | Marcatori |  |

| Arbitro: | Damato (Barletta) |

|            |           |                                        |
| Icardi 60’ | Marcatori | 4’ (rig.) Iličič 19’, 23’, 76’ Kalinić |

| Arbitro: | Massa (Imperia) |

|                                             |           |  |
| Iličič 4’ (rig.) Borja Valero 34’ Verdú 90’ | Marcatori |  |

| Arbitro: | Banti (Livorno) |

|                         |           |             |
| Insigne 46’ Higuaín 75’ | Marcatori | 72’ Kalinić |

| Arbitro: | Orsato (Schio) |

|               |           |                       |
| Babacar 90+4’ | Marcatori | 7’ Salah 34’ Gervinho |

| Arbitro: | Valeri (Roma) |

|  |           |                                |
|  | Marcatori | 25’ (aut.) Márquez 57’ Kalinić |

| Arbitro: | Fabbri (Ravenna) |

|                                                       |           |           |
| Rebić 24’ Rodríguez 29’ Babacar 31’ (rig.) Suárez 43’ | Marcatori | 87’ Frara |

| Arbitro: | Russo (Nola) |

|  |           |                               |
|  | Marcatori | 10’ (rig.) Iličič 58’ Kalinić |

| Arbitro: | Banti (Livorno) |

|                  |           |                       |
| Kalinić 56’, 61’ | Marcatori | 18’ Livaja 29’ Büchel |

| Arbitro: | Massa (Imperia) |

|              |           |                 |
| Floccari 42’ | Marcatori | 5’ Borja Valero |

| Arbitro: | Guida (Torre Annunziata) |

|                                            |           |  |
| Badelj 27’ Iličič 62’ (rig.) Rodríguez 86’ | Marcatori |  |

| Arbitro: | Orsato (Schio) |

|                                      |           |                  |
| Cuadrado 6’ Mandžukić 80’ Dybala 91’ | Marcatori | 3’ (rig.) Iličič |

| Arbitro: | Tagliavento (Terni) |

|                        |           |  |
| Kalinić 20’ Iličič 32’ | Marcatori |  |

| Arbitro: | Damato (Barletta) |

|               |           |                                      |
| Gilardino 77’ | Marcatori | 13’, 43’ Iličič 90+3’ Błaszczykowski |

| Arbitro: | Rizzoli (Bologna) |

|                 |           |                                                   |
| Roncaglia 90+4’ | Marcatori | 45+1’ Keita 90+2’ Milinković-Savić 90+6’ Anderson |

#### Girone di ritorno
| Arbitro: | Doveri (Roma) |

|                      |           |  |
| Bacca 4’ Boateng 88’ | Marcatori |  |

| Arbitro: | Mazzoleni (Bergamo) |

|                          |           |  |
| Iličič 24’ Rodríguez 83’ | Marcatori |  |

| Genova 31 gennaio 2016, ore 15:00 CET 22ª giornata | Genoa                | 0 – 0 referto | Fiorentina | Stadio Luigi Ferraris (20.832 spett.)\| Arbitro: \| Giacomelli (Trieste) \| |
| Arbitro:                                           | Giacomelli (Trieste) |               |            |                                                                             |

| Arbitro: | Cervellera (Taranto) |

|                              |           |             |
| Borja Valero 2’ Zárate 90+3’ | Marcatori | 73’ Lasagna |

| Arbitro: | Banti (Livorno) |

|                 |           |                  |
| Giaccherini 63’ | Marcatori | 59’ Bernardeschi |

| Arbitro: | Mazzoleni (Bergamo) |

|                                |           |              |
| Borja Valero 60’ Babacar 90+1’ | Marcatori | 26’ Brozović |

| Arbitro: | Celi (Bari) |

|                         |           |                                     |
| Conti 84’ Pinilla 90+1’ | Marcatori | 67’ Fernández 81’ Tello 87’ Kalinić |

| Arbitro: | Tagliavento (Terni) |

|           |           |            |
| Alonso 6’ | Marcatori | 7’ Higuaín |

| Arbitro: | Irrati (Pistoia) |

|                                            |           |                     |
| El Shaarawy 22’ Salah 25’, 58’ Perotti 38’ | Marcatori | 45+3’ (rig.) Iličič |

| Arbitro: | Gavillucci (Latina) |

|            |           |            |
| Zárate 40’ | Marcatori | 87’ Pisano |

| Frosinone 20 marzo 2016, ore 15:00 CET 30ª giornata | Frosinone     | 0 – 0 referto | Fiorentina | Stadio Matusa (10.000 spett.)\| Arbitro: \| Valeri (Roma) \| |
| Arbitro:                                            | Valeri (Roma) |               |            |                                                              |

| Arbitro: | Gervasoni (Mantova) |

|            |           |             |
| Iličič 24’ | Marcatori | 39’ Álvarez |

| Arbitro: | Damato (Barletta) |

|                               |           |  |
| Pucciarelli 41’ Zieliński 88’ | Marcatori |  |

| Arbitro: | Banti (Livorno) |

|                                              |           |             |
| Rodríguez 10’ Iličič 57’ Consigli 83’ (aut.) | Marcatori | 55’ Berardi |

| Arbitro: | Massa (Imperia) |

|                       |           |            |
| Zapata 2’ Théréau 53’ | Marcatori | 40’ Zárate |

| Arbitro: | Tagliavento (Terni) |

|             |           |                          |
| Kalinić 81’ | Marcatori | 39’ Mandžukić 83’ Morata |

| Verona 30 aprile 2016, ore 20:45 CEST 36ª giornata | Chievo                   | 0 – 0 referto | Fiorentina | Stadio Marcantonio Bentegodi (10.000 spett.)\| Arbitro: \| Guida (Torre Annunziata) \| |
| Arbitro:                                           | Guida (Torre Annunziata) |               |            |                                                                                        |

| Firenze 8 maggio 2016, ore 15:00 CEST 37ª giornata | Fiorentina     | 0 – 0 referto | Palermo | Stadio Artemio Franchi (28.090 spett.)\| Arbitro: \| Orsato (Schio) \| |
| Arbitro:                                           | Orsato (Schio) |               |         |                                                                        |

| Arbitro: | Manganiello (Pinerolo) |

|                           |           |                                            |
| Lulić 2’ Klose 74’ (rig.) | Marcatori | 31’, 70’ Vecino 40’ Bernardeschi 45’ Tello |

### Coppa Italia

#### Fase finale
| Arbitro: | Gervasoni (Mantova) |

|  |           |               |
|  | Marcatori | 76’ Di Gaudio |

### UEFA Europa League

#### Fase a gironi
| Arbitro: | Oliver |

|            |           |                           |
| Kalinić 4’ | Marcatori | 71’ Bjarnason 79’ El Neny |

| Arbitro: | Stavrev |

|  |           |                                                         |
|  | Marcatori | 18’ Bernardeschi 45’ Babacar 83’ (aut.) Tonel 90’ Rossi |

| Arbitro: | Mažeika |

|           |           |                        |
| Rossi 90’ | Marcatori | 65’ Kownacki 82’ Gajos |

| Arbitro: | Özkahya |

|  |           |                 |
|  | Marcatori | 42’, 83’ Iličič |

| Arbitro: | Kružliak |

|                       |           |                       |
| Suchý 40’ El Neny 74’ | Marcatori | 23’, 36’ Bernardeschi |

| Arbitro: | Bezborodov |

|             |           |  |
| Babacar 67’ | Marcatori |  |

#### Fase a eliminazione diretta
| Arbitro: | Zwayer |

|                  |           |                   |
| Bernardeschi 59’ | Marcatori | 37’ (rig.) Chadli |

| Arbitro: | Hațegan |

|                                           |           |  |
| Mason 25’ Lamela 63’ Rodríguez 81’ (aut.) | Marcatori |  |

## Statistiche

### Statistiche di squadra
| Competizione       | Punti | In casa | In casa | In casa | In casa | In casa | In casa | In trasferta | In trasferta | In trasferta | In trasferta | In trasferta | In trasferta | Totale | Totale | Totale | Totale | Totale | Totale | DR  |
| Competizione       | Punti | G       | V       | N       | P       | Gf      | Gs      | G            | V            | N            | P            | Gf           | Gs           | G      | V      | N      | P      | Gf     | Gs     | DR  |
| ------------------ | ----- | ------- | ------- | ------- | ------- | ------- | ------- | ------------ | ------------ | ------------ | ------------ | ------------ | ------------ | ------ | ------ | ------ | ------ | ------ | ------ | --- |
| Serie A            | 64    | 19      | 11      | 5       | 3       | 34      | 16      | 19           | 7            | 5            | 7            | 27           | 25           | 38     | 18     | 10     | 10     | 60     | 42     | +18 |
| Coppa Italia       | -     | 1       | 0       | 0       | 1       | 0       | 1       | 0            | 0            | 0            | 0            | 0            | 0            | 1      | 0      | 0      | 1      | 0      | 1      | -1  |
| UEFA Europa League | 10    | 4       | 1       | 1       | 2       | 4       | 5       | 4            | 2            | 1            | 1            | 8            | 5            | 8      | 3      | 2      | 3      | 12     | 10     | +2  |
| Totale             | 74    | 23      | 12      | 6       | 6       | 38      | 22      | 23           | 9            | 6            | 8            | 34           | 31           | 47     | 21     | 12     | 14     | 72     | 53     | +19 |

### Andamento in campionato
| Giornata  | 1 | 2 | 3 | 4 | 5 | 6 | 7 | 8 | 9 | 10 | 11 | 12 | 13 | 14 | 15 | 16 | 17 | 18 | 19 | 20 | 21 | 22 | 23 | 24 | 25 | 26 | 27 | 28 | 29 | 30 | 31 | 32 | 33 | 34 | 35 | 36 | 37 | 38 |
| --------- | - | - | - | - | - | - | - | - | - | -- | -- | -- | -- | -- | -- | -- | -- | -- | -- | -- | -- | -- | -- | -- | -- | -- | -- | -- | -- | -- | -- | -- | -- | -- | -- | -- | -- | -- |
| Luogo     | C | T | C | T | C | T | C | T | C | T  | C  | T  | C  | T  | C  | T  | C  | T  | C  | T  | C  | T  | C  | T  | C  | T  | C  | T  | C  | T  | C  | T  | C  | T  | C  | T  | C  | T  |
| Risultato | V | P | V | V | V | V | V | P | P | V  | V  | V  | N  | N  | V  | P  | V  | V  | P  | P  | V  | N  | V  | N  | V  | V  | N  | P  | N  | N  | N  | P  | V  | P  | P  | N  | N  | V  |
| Posizione | 1 | 8 | 8 | 3 | 2 | 1 | 1 | 1 | 2 | 2  | 1  | 1  | 2  | 3  | 2  | 3  | 3  | 3  | 4  | 4  | 3  | 3  | 3  | 3  | 3  | 3  | 4  | 4  | 4  | 4  | 4  | 5  | 5  | 5  | 5  | 5  | 5  | 5  |

Fonte:  Serie A – Classifiche, su sport.sky.it, Sky Sport. URL consultato il 27 luglio 2015 (archiviato dall'url originale l'11 settembre 2014).
Legenda:

Luogo: C = Casa; T = Trasferta. Risultato: V = Vittoria; N = Pareggio; P = Sconfitta.

### Statistiche dei giocatori
| Giocatore         | Serie A  | Serie A | Serie A     | Serie A    | Coppa Italia | Coppa Italia | Coppa Italia | Coppa Italia | UEFA Europa League | UEFA Europa League | UEFA Europa League | UEFA Europa League | Totale   | Totale | Totale      | Totale     |
| Giocatore         | Presenze | Reti    | Ammonizioni | Espulsioni | Presenze     | Reti         | Ammonizioni  | Espulsioni   | Presenze           | Reti               | Ammonizioni        | Espulsioni         | Presenze | Reti   | Ammonizioni | Espulsioni |
| ----------------- | -------- | ------- | ----------- | ---------- | ------------ | ------------ | ------------ | ------------ | ------------------ | ------------------ | ------------------ | ------------------ | -------- | ------ | ----------- | ---------- |
| M. Alonso         | 32       | 3       | 8           | 0          | 1            | 0            | 0            | 0            | 7                  | 0                  | 1                  | 0                  | 40       | 3      | 9           | 0          |
| D. Astori         | 32       | 0       | 5           | 0          | 1            | 0            | 0            | 0            | 8                  | 0                  | 1                  | 0                  | 41       | 0      | 6           | 0          |
| K. Babacar        | 18       | 5       | 2           | 0          | 1            | 0            | 0            | 0            | 5                  | 2                  | 0                  | 0                  | 24       | 7      | 2           | 0          |
| M. Badelj         | 27       | 1       | 8           | 1          | 1            | 0            | 1            | 0            | 8                  | 0                  | 2                  | 0                  | 36       | 1      | 11          | 1          |
| J. Báez           | 0        | 0       | 0           | 0          | 0            | 0            | 0            | 0            | 0                  | 0                  | 0                  | 0                  | 0        | 0      | 0           | 0          |
| R. Bagadur        | 0        | 0       | 0           | 0          | 0            | 0            | 0            | 0            | 0                  | 0                  | 0                  | 0                  | 0        | 0      | 0           | 0          |
| M. Bakić          | 0        | 0       | 0           | 0          | 0            | 0            | 0            | 0            | 0                  | 0                  | 0                  | 0                  | 0        | 0      | 0           | 0          |
| Y. Benalouane     | 0        | 0       | 0           | 0          | 0            | 0            | 0            | 0            | 0                  | 0                  | 0                  | 0                  | 0        | 0      | 0           | 0          |
| F. Bernardeschi   | 33       | 2       | 6           | 0          | 1            | 0            | 0            | 0            | 7                  | 4                  | 0                  | 0                  | 41       | 6      | 6           | 0          |
| J. Błaszczykowski | 15       | 2       | 1           | 0          | 0            | 0            | 0            | 0            | 5                  | 0                  | 0                  | 0                  | 20       | 2      | 1           | 0          |
| T. Costa          | 7        | 0       | 3           | 0          | 0            | 0            | 0            | 0            | 1                  | 0                  | 0                  | 0                  | 8        | 0      | 3           | 0          |
| M. Fernández      | 22       | 1       | 3           | 1          | 0            | 0            | 0            | 0            | 5                  | 0                  | 0                  | 0                  | 27       | 1      | 3           | 1          |
| Gilberto          | 5        | 0       | 1           | 0          | 0            | 0            | 0            | 0            | 2                  | 0                  | 0                  | 0                  | 7        | 0      | 1           | 0          |
| J. Iličič         | 30       | 13      | 2           | 0          | 1            | 0            | 0            | 0            | 6                  | 2                  | 0                  | 0                  | 37       | 15     | 2           | 0          |
| N. Kalinić        | 35       | 12      | 4           | 0          | 1            | 0            | 0            | 0            | 5                  | 1                  | 0                  | 0                  | 41       | 13     | 4           | 0          |
| P. Kone           | 1        | 0       | 0           | 0          | 0            | 0            | 0            | 0            | 0                  | 0                  | 0                  | 0                  | 1        | 0      | 0           | 0          |
| L. Lezzerini      | 2        | -3      | 0           | 0          | 0            | 0            | 0            | 0            | 0                  | 0                  | 0                  | 0                  | 2        | -3     | 0           | 0          |
| M. Pasqual        | 17       | 0       | 4           | 0          | 1            | 0            | 0            | 0            | 3                  | 0                  | 0                  | 0                  | 21       | 0      | 4           | 0          |
| G.J. Rodríguez    | 35       | 4       | 7           | 0          | 1            | 0            | 1            | 1            | 5                  | 0                  | 1                  | 1                  | 41       | 4      | 9           | 2          |
| F. Roncaglia      | 30       | 1       | 9           | 0          | 0            | 0            | 0            | 0            | 3                  | 0                  | 0                  | 1                  | 33       | 1      | 9           | 1          |
| G. Rossi          | 11       | 0       | 1           | 0          | 1            | 0            | 0            | 0            | 4                  | 2                  | 1                  | 0                  | 16       | 2      | 2           | 0          |
| A. Rebić          | 4        | 1       | 1           | 0          | 1            | 0            | 0            | 0            | 2                  | 0                  | 1                  | 1                  | 7        | 1      | 2           | 1          |
| L. Sepe           | 0        | 0       | 0           | 0          | 1            | -1           | 0            | 0            | 6                  | -6                 | 0                  | 0                  | 7        | -7     | 0           | 0          |
| M. Suárez         | 9        | 1       | 3           | 0          | 0            | 0            | 0            | 0            | 4                  | 0                  | 0                  | 0                  | 13       | 1      | 3           | 0          |
| C. Tătărușanu     | 37       | -39     | 2           | 0          | 0            | 0            | 0            | 0            | 2                  | -4                 | 0                  | 0                  | 39       | -43    | 2           | 0          |
| N. Tomović        | 23       | 0       | 5           | 0          | 1            | 0            | 1            | 0            | 8                  | 0                  | 1                  | 0                  | 32       | 0      | 7           | 0          |
| C. Tello          | 15       | 2       | 1           | 0          | 0            | 0            | 0            | 0            | 0                  | 0                  | 0                  | 0                  | 15       | 2      | 1           | 0          |
| B. Valero         | 35       | 4       | 5           | 0          | 0            | 0            | 0            | 0            | 5                  | 0                  | 1                  | 0                  | 40       | 4      | 6           | 0          |
| M. Vecino         | 33       | 2       | 9           | 0          | 1            | 0            | 0            | 0            | 6                  | 0                  | 0                  | 0                  | 40       | 2      | 9           | 0          |
| J. Verdù          | 5        | 1       | 0           | 0          | 0            | 0            | 0            | 0            | 3                  | 0                  | 0                  | 0                  | 8        | 1      | 0           | 0          |
| M. Zárate         | 15       | 3       | 2           | 1          | 0            | 0            | 0            | 0            | 2                  | 0                  | 0                  | 0                  | 17       | 3      | 2           | 1          |

## Giovanili

### Organigramma societario
Area direttiva
- Direttore settore giovanile: Andrea Rogg
- Amministratore unico e Responsabile sviluppo ed efficientamento settore giovanile: Vincenzo Vergine
- Segreteria sportiva: Luigi Curradi
- Team Manager primavera: Rocco De Vincenti
- Area logistico organizzativa: Vincenzo Vergine (ad interim)
- Responsabile sicurezza prevenzione e protezione: Ettore Lambertucci
- Area gestionale e amministrativa: Elena Tortelli
- Area servizi generali: Maria Malearov, Cristina Mugnai
- Trasporti, vitto e alloggi: Roberto Trapassi
- Magazzino: Riccardo Degl'Innocenti, Sonia Meucci
- Autisti: Giorgio Russo, Kamal Wesumperuma

Area tecnica e sanitaria
- Area reclutamento: Maurizio Niccolini, Stefano Cappelletti
- Area fisica: Vincenzo Vergine
- Area medico-sanitaria: Giovanni Serni
- Area tutoraggio e formazione: Roberto Trapassi, Camilla Linari, Laura Paoletti, Francesca Soldi
- Allenatore Primavera: Federico Guidi
- Allenatore Allievi Nazionali: Agostino Iacobelli
- Allenatore Allievi Lega Pro: Cristiano Masitto
- Allenatore Giovanissimi: Alessandro Grandoni

### Piazzamenti
- Primavera:
  - Campionato: Semifinali
  - Coppa Italia: Semifinali
  - Torneo di Viareggio: Quarti di finale
  - Torneo Città di Vignola: ?
- Allievi Nazionali:
  - Campionato:
  - Trofeo di Arco "Beppe Viola": ?